# Prälatfasan

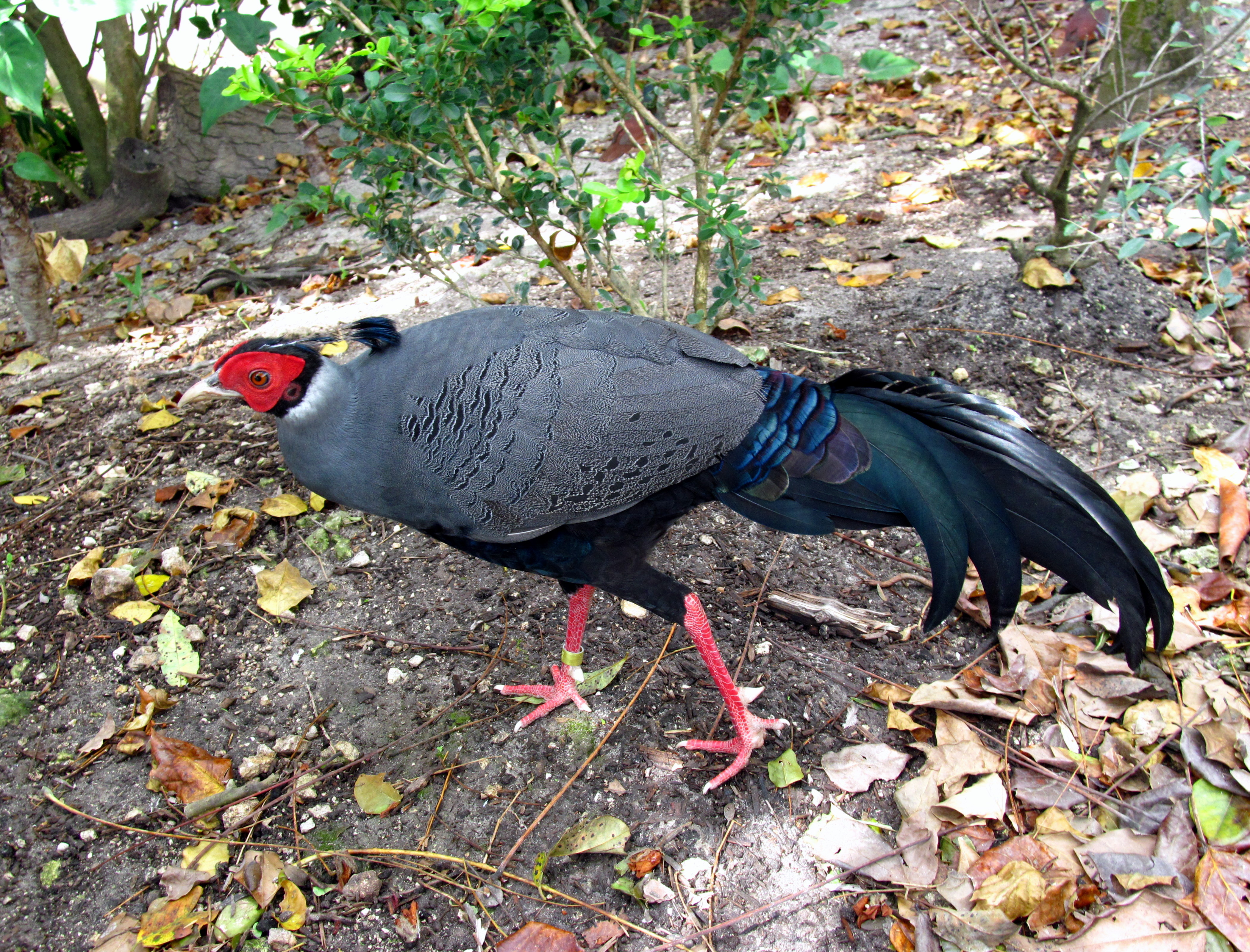
Hahn des Prälatfasans

Der Prälatfasan (Lophura diardi) ist eine Hühnervogelart aus der Familie der Fasanenartigen. Er ist im östlichen Thailand, in Laos, Kambodscha und Vietnam beheimatet. Die Art ist durch zunehmende Waldnutzung und Bejagung bedroht.

## Beschreibung
Der Hahn dieser recht schlanken Fasanenart trägt auf dem schwarzbefiederten Kopf einen bis zu 90 mm langen Schopf aus zerschlissenen, schwarzen Federn, der bei Erregung aufgestellt wird. Da die Schäfte dieser Federn kahl sind, wirkt der befiederte Teil wimpelartig. Die unbefiederte Augenregion ist intensiv rot und zeigt auffällige Gesichtslappen. Die Iris ist rot bis rotbraun, der Schnabel schwärzlich hornfarben. Das Körpergefieder ist an Hals, Brust und dem vorderen Rücken grau und trägt eine feingewellte Zeichnung. Die gesamte Unterseite ist schwarz mit sehr breiten, glänzend blauen Säumen. Die Flügellänge liegt zwischen 220 und 240 mm. Die Flügeldecken zeigen eine schwarze Wellenzeichnung auf grauem Grund sowie breite schwarze, fein weiß gesäumte Bänder. Die Schwingen sind braungrau. Auf dem mittleren Rücken findet sich ein breites, goldgelbes Feld; die Federn des unteren Rückens, des Bürzels und die kleineren Oberschwanzdecken glänzen metallisch blau und tragen dunkel kupferrote Säume. Die größeren Oberschwanzdecken sind schwarz mit metallisch-changierendem Glanz. Die Steuerfedern des zwischen 33 und 63 cm langen Schwanzes sind breit und bogenförmig. Sie sind dunkel gräulich und glänzen metallisch. Die Beine sind karminrot und lang gespornt.
Der Kopf der Henne ist blass bräunlich, die unbefiederte Augenpartie rot, aber nicht so ausgedehnt und nicht zu Lappen erweitert wie beim Hahn. Unterer Hals, Rücken, Brust und der obere Teil der Unterseite sind hell kastanienfarben, der Unterbauch hell grau. Auf dem Rücken findet sich eine schwarze, wellenförmige Zeichnung, die Federn der unteren Brust und der Flanken sind weiß gesäumt. Flügel, unterer Rücken, Oberschwanzdecken und das mittlere Paar der Steuerfedern sind schwarz mit einer isabellfarbenen, fein schwarzgesprenkelten Bänderung. Die übrigen Federn des zwischen 22 und 26 cm langen Schwanzes sind einfarbig kastanienbraun. Die Flügellänge liegt zwischen 220 und 240 mm. Die Beine sind wie beim Hahn karminrot.
Der Hahn wiegt etwa 1180, die Henne 890 g.

## Stimme
Der Revierruf des Hahns wird als pfeifend beschrieben und wird von einem Flügelschwirren gefolgt. Ein weiterer Ruf, der oft gereiht vorgetragen wird, ist ein lautes pi-ju. Zudem ist bisweilen ein leises Glucksen zu vernehmen.

## Verbreitung und Bestand
Die monotypische Art besiedelt den Osten Thailands, Laos, Kambodscha und die südlichen und mittleren Regionen Vietnams. In Thailand kommt sie zerstreut vor, der Bestand wird hier auf bis zu 5000 Vögel geschätzt. In den anderen Ländern der Verbreitung ist sie weit verbreitet und lokal häufig. Durch zunehmende Waldnutzung und teils intensive Bejagung sind die Bestände in den letzten zehn Jahren um 30 % zurückgegangen. Der Weltbestand wird auf 5000–10.000 Vögel geschätzt. Die IUCN führt die Art daher auf der Vorwarnliste als „potenziell gefährdet“ (near threatened).

## Lebensweise

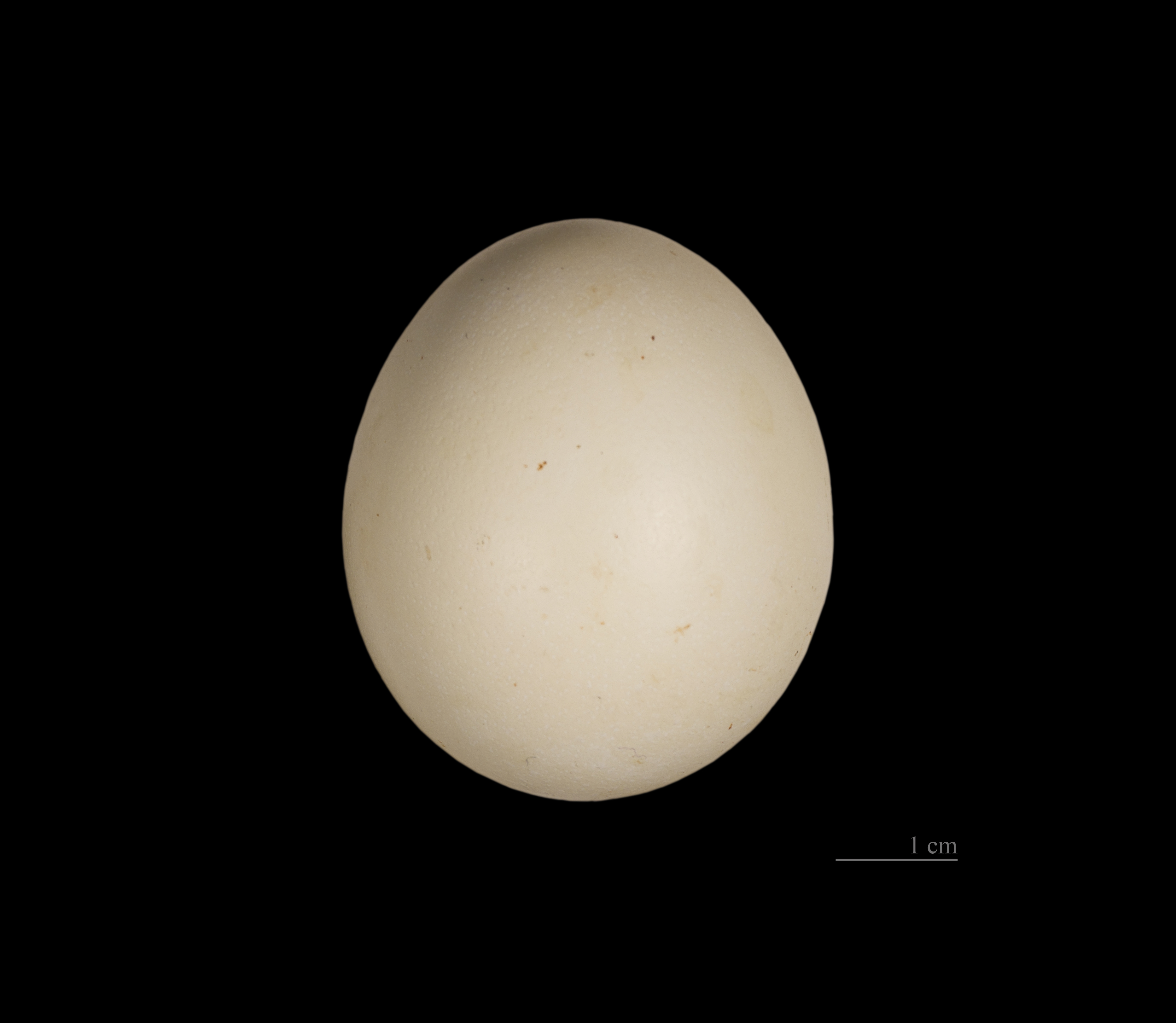
Ei des Prälatfasans

Der Prälatfasan bewohnt bevorzugt immergrüne, teils laubwerfende Urwälder und Bambuswälder, kommt aber auch in dichter Sekundärvegetation und im Buschland vor. Er kommt vorwiegend im Flachland vor, teilweise in Höhen bis 800 m. Oft findet man ihn der Nähe von Straßen oder Waldschneisen.
Die Art ist vermutlich monogam. Bei der für viele Fasanenartige typischen Seitenbalz fächert der Hahn den Schwanz auf, dreht den Körper mit herabhängendem Flügel dem Weibchen zu und präsentiert insbesondere die farbigen Partien des hinteren Rückens. Die Brutzeit liegt vermutlich um Mitte April und Anfang Mai. Das Gelege besteht aus 5–8 rötlich beigen Eiern, die kurz und rundlich sind und 48 × 38 mm messen. Sie werden etwa 23 Tage bebrütet.

## Namensgebung
Die Erstbeschreibung des Prälatfasan erfolgte 1856 durch Charles Lucien Jules Laurent Bonaparte unter dem wissenschaftlichen Namen Euplocomus diardi. Dieser Name wurde angeblich von Coenraad Jacob Temminck verwendet und Bonaparte hatte vor diesen in Diardigallus prelatus umzubenennen. Bereits 1822 führte John Flemming die Gattung Lophura für den Borneohaubenfasan (Lophura ignita (Shaw, 1798)) ein. Das Wort leitet sich vom griechischen λοφος lophos für »Kamm« und ουρα oura für »Schwanz« ab. Der Artname wurde Pierre-Médard Diard (1794–1863) gewidmet.